# Mazikeen
Mazikeen é uma personagem dos quadrinhos americanos publicados pela DC Comics. Ela é um dos lilim, filhos de Lilith, e aparece pela primeira vez em The Sandman (vol. 2) #22 (dezembro de 1990), de criação de Neil Gaiman e Kelley Jones. Seu nome vem do termo "Mazzikin", que designa demônios invisíveis capazes de causar desde pequenos aborrecimentos até grandes perigos, de acordo com a mitologia judaica.
Mazikeen também aparece na série de televisão Lucifer (2016-2021), interpretada por Lesley-Ann Brandt, e na série de drama/fantasia The Sandman (2022) da Netflix, interpretada por Cassie Clare.

## Biografia
Mazikeen aparece pela primeira vez nas histórias em quadrinhos The Sandman como serva de Lúcifer no seu reinado no Inferno. Metade de seu rosto é normal, mas a outra metade é horrivelmente disforme e esquelética, semelhantes à aparência semi-cadavérica da deusa "Hel/Hell/Hela" da mitologia nórdica, o que torna a sua fala quase ininteligível. Gaiman escreveu os diálogos de Mazikeen tentando, ele próprio, falar com apenas metade da boca e escrevendo os fonemas emitidos.
Nos quadrinhos Lucifer, Mazikeen é uma aliada dedicada e amante de Lucifer Morningstar. Ela foi a líder da guerra dos lilim, uma raça de guerreiros exilados descendentes de Lilith. Sendo uma grande guerreira e líder admirada, Mazikeen é uma personagem de destaque nos quadrinhos de Lúcifer. Sua aparência é a de uma mulher humana com longos cabelos preto-azulados.
Quando Lúcifer renunciou à liderança do Inferno, Mazikeen acabou seguindo seu mestre, mesmo quando este ordena que ela não o faça, e torna-se parte da equipe do Lux (luz em latim), um bar de elite que Lúcifer abre em Los Angeles e no qual toca piano. Para esconder sua natureza demoníaca, ela cobria a metade deformada de seu rosto com uma máscara prateada, e raramente falava. Em Lúcifer, o rosto de Mazikeen tornou-se totalmente humano quando ela foi ressuscitada pelos Basanos após a destruição do Lux em um incêndio. Isso ocorreu porque o veículo dos Basanos, Jill Presto, não percebeu que o rosto de Mazikeen era naturalmente deformado, tendo assumido que fora queimado.
Quando Lúcifer se recusa a ajudá-la a retornar seu rosto ao seu estado original, ela foge para sua família, os Lilim-em-Exílio. Como líder de guerra, ela comanda seu exército contra o cosmos de Lúcifer, aliando-se brevemente aos Basanos. No entanto, trata-se de uma artimanha; em uma aposta desesperada, ela dá a Lúcifer tempo para destruir os Basanos e recuperar o controle de sua criação. Durante sua deserção, ela aparece chorando sozinha em sua tenda, e defende Lúcifer e os seus objetivos repetidamente.
Com um rosto completo, ela inicialmente desejou que Lúcifer removesse a magia de Presto. Depois de dizer que custaria esforço e tempo consideráveis, ela cedeu e voltou a usar a meia-máscara de antes. Desde então, ela a usa de forma intermitente, geralmente quando envolvida em batalhas ou em missões a mando de Lúcifer, como no caso da viagem às Mansões do Silêncio.
O exemplar #72 de Lucifer trouxe uma mudança dramática na personagem de Mazikeen. Enquanto faz os preparativos para deixar para sempre a criação de Yahweh, Lúcifer transfere parte do seu poder para Mazikeen, aquela que Yahweh deu a Lúcifer no início. No entanto, isso irrita Mazikeen, que vê esse gesto como uma tentativa de Lúcifer de se esquivar de todas as suas responsabilidades. Ela o ataca com sua espada, ferindo seu rosto antes de deixá-lo. Ela diz que ele pode curar seu rosto se quiser, mas isso fará dele um covarde.
Mazikeen e sua mãe, não se davam bem, e Lilith acabou por tentar matá-la. Porém, Mazikeen não participou dos eventos que levaram à morte de sua mãe durante a batalha do Armagedom.
Na última parte da série, Mazikeen estava em um relacionamento sexual com uma mulher humana chamada Beatrice (uma ex-funcionária da Lux), que admitiu estar apaixonada por ela há anos. Beatrice acabou sendo lançada no deserto por ordem de Lilith, mas foi resgatada por Elaine.
Na edição #74, Elaine dá aos seus amigos os finais mais felizes possíveis. Quando chega a vez de Mazikeen, Elaine diz "eu não ousaria" em resposta à pergunta se ela planejava fazer o mesmo em relação a Mazikeen. Ela então acrescenta que Beatrice trabalha no bar em que elas estavam antes.
No decorrer da série de quadrinhos Lucifer, alguns detalhes do passado de Mazikeen são revelados. A edição #14 mostra que Lilith deu à luz seus filhos, supostamente incluindo Mazikeen, enquanto vivia nas margens do Mar Vermelho. O pai de Mazikeen é identificado como o demônio-serpente Ophur, um fato que permite a Mazikeen beber e regurgitar veneno (seu único poder).
A história de 'Lilith' na edição #50 revela a infância de Mazikeen com sua mãe no Mar Vermelho. Na altura, Mazikeen é retratada como uma criança humana normal, defensora feroz de sua mãe e com um traço de crueldade.
Um flashback na edição #75 mostra, pela primeira vez, Mazikeen a serviço de Lúcifer, após ir ao Inferno em busca de asilo por um motivo não revelado. Nessa altura, seu rosto está deformado como em The Sandman.
Depois que Lúcifer deixa a Criação na edição #75 da série original, como revelado na nova série, Mazikeen assumiu o comando do Inferno. Então, seus irmãos lilim pregam suas mãos ao trono para mantê-la prisioneira. Após jurar fidelidade a Mazikeen, o arcanjo caído Gabriel corta-lhe as mãos libertando-a dos pregos. Em seguida, ela as recoloca e duela com o filho de Lúcifer e Izanami, Takehiko, pelo governo do Inferno. Depois, ela volta a seguir Lúcifer Morningstar, no seu plano de matar o Novo Deus, que havia ressuscitado como uma divindade maligna.

## Em outras mídias

### Série de TV Lúcifer(2016-2021)
Mazikeen aparece na série de TV da Fox/Netflix Lucifer, interpretada por Lesley-Ann Brandt.
Mazikeen, frequentemente chamada pelo apelido "Maze", é a confidente e dedicada aliada de Lucifer Morningstar. "Forjada nas entranhas do Inferno para torturar os culpados por toda a eternidade", Maze é um arqui-demônio que, depois de servir por eons como sua principal torturadora, acompanha Lúcifer "através dos portões do Inferno", até a Terra (cinco anos antes dos eventos da série), onde seu primeiro ato, sob as instruções de Lúcifer, foi cortar-lhe as asas de anjo com suas facas Karambit-escas gêmeas "forjadas no inferno".
No início da série, Maze trabalha como bartender chefe no clube de Lúcifer, o Lux, sua guarda-costas pessoal, concierge e assistente. Ela se envolve com o irmão-anjo de Lúcifer, Amenadiel, e até sacrifica sua oportunidade de retornar ao Inferno para salvá-lo.
Na 2ª temporada, impossibilitada de retornar ao Inferno, Maze começa a procurar uma nova direção na Terra. Mais tarde, torna-se uma caçadora de recompensas. Maze também se muda para uma casa junto com a Detetive Chloe Decker e sua filha, Trixie, com quem, surpreendentemente, se dá bem. Além disso, esta temporada testa o relacionamento de Maze com a Dra. Linda Martin, sua terapeuta-melhor-amiga que descobre seu segredo.
Na terceira temporada, Maze torna-se muito mais humana emocionalmente. Ainda assim, mantém o senso de humor demoníaco e o fascínio por armas.
Mazikeen foi descrita como pansexual.
Na temporada 5B, Lúcifer promete a Mazikeen torná-la a Rainha do Inferno depois de se tornar Deu devido à aposentadoria de seu Pai.

### Série de TV The Sandman(2022)
Mazikeen faz uma aparição na série drama/fantasia da Netflix The Sandman (2022), sendo interpretada por Cassie Clare. Assim como nos quadrinhos e na série Lúcifer, ela é retratada como amiga de Lúcifer Morningstar no Inferno.